# Coupe d'Europe des vainqueurs de coupe de football 1963-1964
Navigation
Coupe des coupes 1962-1963 Coupe des coupes 1964-1965
La Coupe d'Europe des vainqueurs de coupe 1963-1964 voit la victoire du Sporting Portugal qui bat le club hongrois du MTK Budapest en finale.
C'est le premier sacre d'un club portugais dans cette compétition.

## Premier tour
| Équipe 1            | Résultat | Équipe 2                    | Aller | Retour   | Appui    |
| ------------------- | -------- | --------------------------- | ----- | -------- | -------- |
| MTK Budapest FC     | 2 - 1    | PFK Slavia Sofia            | 1 - 0 | 1 - 1    |          |
| Olympique lyonnais  | 6 - 2    | B 1913 Odense               | 3 - 1 | 3 - 1    |          |
| LASK Linz           | 2 - 2    | Dinamo Zagreb               | 1 - 0 | 0 - 1 ap | 1 - 1 ap |
| Sliema Wanderers FC | 0 - 2    | Borough United FC           | 0 - 0 | 0 - 2    |          |
| Olympiakos          | 4 - 2    | Zagłębie Sosnowiec          | 2 - 1 | 0 - 1 ap | 2 - 0    |
| Fenerbahce SK       | 4 - 2    | FC Petrolul Ploiești        | 4 - 1 | 0 - 1    |          |
| HPS Helsinki        | 2 - 12   | Slovan Bratislava           | 1 - 4 | 1 - 8    |          |
| Willem II Tilburg   | 2 - 7    | Manchester United           | 1 - 1 | 1 - 6    |          |
| Hambourg SV         | 7 - 2    | Union Luxembourg            | 4 - 0 | 3 - 2    |          |
| FC Bâle             | 1 - 10   | Celtic Glasgow              | 1 - 5 | 0 - 5    |          |
| APOEL Nicosie       | 7 - 0    | FK Gjøvik-Lyn               | 6 - 0 | 1 - 0    |          |
| Atalanta Bergame    | 4 - 6    | Sporting Portugal           | 2 - 0 | 1 - 3 ap | 1 - 3    |
| Shelbourne FC       | 1 - 5    | FC Barcelone                | 0 - 2 | 1 - 3    |          |
| BSG Motor Zwickau   | Exempté  |                             | -     | -        |          |
| Linfield FC         | Exempté  |                             | -     | -        |          |
| Tottenham Hotspur   | Exempté  | en tant que tenant du titre | -     | -        |          |

1. ↑  Le Dinamo Zagreb est qualifié après tirage au sort.
2. ↑  Match disputé à Linz.
3. ↑  Match disputé à Vienne
4. ↑  Match disputé à Barcelone

## Huitièmes de finale
| Équipe 1           | Résultat | Équipe 2          | Aller  | Retour   | Appui |
| ------------------ | -------- | ----------------- | ------ | -------- | ----- |
| Sporting Portugal  | 18 - 1   | APOEL Nicosie     | 16 - 1 | 2 - 0    |       |
| Celtic Glasgow     | 4 - 2    | Dinamo Zagreb     | 3 - 0  | 1 - 2    |       |
| FC Barcelone       | 6 - 7    | Hambourg SV       | 4 - 4  | 0 - 0 ap | 2 - 3 |
| BSG Motor Zwickau  | 1 - 2    | MTK Budapest FC   | 1 - 0  | 0 - 2    |       |
| Olympique lyonnais | 5 - 3    | Olympiakos        | 4 - 1  | 1 - 2    |       |
| Fenerbahce SK      | 4 - 3    | Linfield FC       | 4 - 1  | 0 - 2    |       |
| Tottenham Hotspur  | 3 - 4    | Manchester United | 2 - 0  | 1 - 4    |       |
| Borough United FC  | 0 - 4    | Slovan Bratislava | 0 - 1  | 0 - 3    |       |

1. ↑  Le match d'appui est disputé à Lausanne.

## Quarts de finale
| Équipe 1          | Résultat | Équipe 2           | Aller | Retour   | Appui |
| ----------------- | -------- | ------------------ | ----- | -------- | ----- |
| Celtic Glasgow    | 2 - 0    | Slovan Bratislava  | 1 - 0 | 1 - 0    |       |
| Hambourg SV       | 1 - 3    | Olympique lyonnais | 1 - 1 | 0 - 2    |       |
| Manchester United | 4 - 6    | Sporting Portugal  | 4 - 1 | 0 - 5    |       |
| MTK Budapest FC   | 4 - 3    | Fenerbahce SK      | 2 - 0 | 1 - 3 ap | 1 - 0 |

1. ↑  Le match d'appui est disputé à Rome.

## Demi-finales
| Équipe 1           | Résultat | Équipe 2          | Aller | Retour   | Appui |
| ------------------ | -------- | ----------------- | ----- | -------- | ----- |
| Olympique lyonnais | 1 - 2    | Sporting Portugal | 0 - 0 | 1 - 1 ap | 0 - 1 |
| Celtic Glasgow     | 3 - 4    | MTK Budapest FC   | 3 - 0 | 0 - 4    |       |

1. ↑  Le match d'appui est disputé à Madrid.

## Finale
| Entraîneur :        |
| Anselmo Fernandez \ |

| Entraîneur :  |
| Béla Volentik |

| Entraîneur :        |
| Anselmo Fernandez \ |

| Entraîneur :  |
| Béla Volentik |

| Entraîneur :      |
| Anselmo Fernandez |

| Entraîneur :  |
| Béla Volentik |

| Entraîneur :      |
| Anselmo Fernandez |

| Entraîneur :  |
| Béla Volentik |